# Jérémie Renier
Jérémie Renier (* 6. ledna 1981 Brusel) je belgický herec a režisér.

## Životopis
Renier se velmi brzy začal zajímat o herectví, a to i díky svému nevlastnímu bratrovi Yannickovi. Zapsal se na kurzy herectví a pantomimy a chodil na cirkusovou školu v Bruselu. Ve svých deseti letech se objevil v belgickém filmu Les Sept péchés capitaux a o rok později ztvárnil hlavní roli v belgicko-švýcarském televizním filmu La Mélodie des héros.
V dětství se objevil i na divadelních prknech, například ve hře Pinocchio v královském divadle v Monsu. V patnácti letech jej obsadili Bratři Dardennové do filmu Slib. Za svůj výkon sklidil chválu v Belgii i ve Francii a začaly se mu hrnout nabídky na další filmy. V roce 1999 se objevil ve filmu Françoise Ozona, Zamilovaní vrazi a ve snímku Patricie Mazuyové, Saint-Cyr.
V následujících letech se objevil ve vysokorozpočtových filmech Bratrstvo vlků – Hon na bestii, Le Pornographe, La Guerre à Paris, Violence des échanges en milieu tempéré nebo Le Pont des Arts. V roce 2004 ztvárnil hlavní roli ve filmu Dítě, který na Filmovém festivalu v Cannes v roce 2005 získal Zlatou palmu. V roce 2010 se znovu shledal režisérem Françoisem Ozonem v komedii Profesionální manželka. O rok později ztvárnil Cyrilova otce ve snímku Bratří Dardennů, Kluk na kole, který získal hlavní cenu na Filmovém festivalu
v Cannes.
V roce 2012 ztělesnil zpěváka Clauda Françoise v životopisném snímku Cloclo. O dva roky později ztvárnil partnera Yves Saint-Laurenta, Pierra Bergého ve filmu Saint Laurent. V roce 2015 si zahrál ve videoklipu „Give It All“ britské rockové skupiny Foals. V roce 2017 měl ve snímku Dvojitý milenec dvojroli; ztvárnil psychoterapeuta Paula a jeho bratra Louise.

## Filmografie

### Celovečerní filmy
- 1992: Les Sept Péchés capitaux, režie Beatriz Flores, Frédéric Fonteyne, Yvan Le Moine, Geneviève Mersch, Pierre-Paul Renders, Olivier Smolders a Pascal Zabus
- 1996: Slib, režie Bratři Dardennové: Igor
- 1999: Zamilovaní vrazi, režie François Ozon: Luc
- 1999: Saint-Cyr, režie Patricia Mazuyová: François de Réan
- 2000: Faites comme si je n'étais pas là, režie Olivier Jahan: Éric
- 2001: Bratrstvo vlků – Hon na bestii, režie Christophe Gans: markýz Thomas d'Apcher
- 2001: Le pornographe, režie Bertrand Bonello: Joseph
- 2001: La guerre à Paris, režie Yolande Zauberman: Jules
- 2002: Le troisième oeil, režie Christophe Fraipont: Michaël
- 2003: Violence des échanges en milieu tempéré, režie Jean-Marc Moutout: Philippe Seigner
- 2003: En territoire indien, režie Lionel Epp: Cédric
- 2003: San-Antonio, režie Fred Auburtin: Toinet
- 2004: Le Pont des Arts, režie Eugène Green: Cédric
- 2005: Dítě, režie Bratři Dardennové: Bruno
- 2005: Kavalkáda, režie Steve Suissa: Jules
- 2006: Fair Play, režie Lionel Bailliu: Alexandre
- 2006: Prezident, režie Lionel Delplanque: Mathieu
- 2006: Dikkenek, režie Olivier Van Hoofstadt: Greg
- 2006: Soukromý majetek, režie Joachim Lafosse: Thierry
- 2008: Pokání, režie Joe Wright: Luc Cornet
- 2008: V Bruggách, režie Martin McDonagh: Erik
- 2008: Coupable, režie Laetitia Massonová: Lucien Lambert
- 2008: Letní čas, režie Olivier Assayas: Jérémie
- 2008: Mlčení Lorny, režie Bratři Dardennové: Claudy Moreau
- 2009: Demain dès l'aube, režie Denis Dercourt: Paul Guibert
- 2010: Svatební dort, režie Denys Granier-Deferre: Vincent
- 2010: Profesionální manželka, režie François Ozon: Laurent Pujol
- 2011: Dobrodružství Philiberta, kapitána paniců, režie Sylvain Fusée: Philibert / Eudes Bérendourt, režie Saint-Avoise
- 2011: Kluk na kole, režie Bratři Dardennové: Guy Catoul
- 2012: La veine du vigneron, režie Niki Caro: Sobran Jodeau
- 2012: Possessions, režie Éric Guirado: Bruno Caron
- 2012: Cloclo, režie Florent Emilio Siri: Claude François
- 2012: Elefante blanco, režie Pablo Trapero: Nicolás
- 2013: La Confrérie des larmes, režie Jean-Baptiste Andrea: Gabriel Chevalier
- 2014: Saint Laurent, režie Bertrand Bonello: Pierre Bergé
- 2014: Le Grand Homme, režie Sarah Leonor: Hamilton
- 2014: Prázdnota, režie Pieter Van Hees: Leo Woeste
- 2015: Ladygrey, režie Alain Choquart: Mattis
- 2015: Ni le ciel ni la terre, režie Clément Cogitore: kapitán Bonassieu
- 2016: Věčnost, režie Trần Anh Hùng: Henri
- 2016: Neznámá dívka, režie Bratři Dardennové: Bryanův otec
- 2016: L'Ami, François d'Assise et ses frères, režie Renaud Fély: Élie de Cortone
- 2017: Dvojitý milenec, režie François Ozon: Paul / Louis
- 2019: L'Ordre des médecins, režie David Roux: Simon
- 2019: Frankie, režie Ira Sachs: Paul
- 2020: Un petit fils, režie Xavier Beauvois: Laurent

### Krátkometrážní filmy
- 1999: Le Fétichiste, režie: Nicolas Klein
- 2000: Marco, režie: Fabian Aubry
- 2004: Toi, vieux, režie: Pierre Coré
- 2008: Plus rien jamais režie: Lionel Mougin
- 2009: Trois chats, režie: Martin Scali
- 2013: Intus, režie: Gary Seghers

### Televize
- 2000: Mère de toxico, role: Paul
- 2002: Jean Moulin, role: Didot
- 2003: Un fils de notre temps, role: syn
- 2004: Na hraně, role: Vincent
- 2004: La Petite Fadette, role: Landry
- 2005: Skrývaná láska, role: Jean Lavendier
- 2007: Chez Maupassant (díl: Miss Harriet), role: Chenal
- 2015: Sanctuaire, role: Grégoire Fortin
- 2020: Amour fou, role: Romain

### Videoklipy
- 2015: Give It All od skupiny Foals

### Režie
- 2018: Carnivores, film režíroval s Yannickem Renierem

## Ocenění a nominace

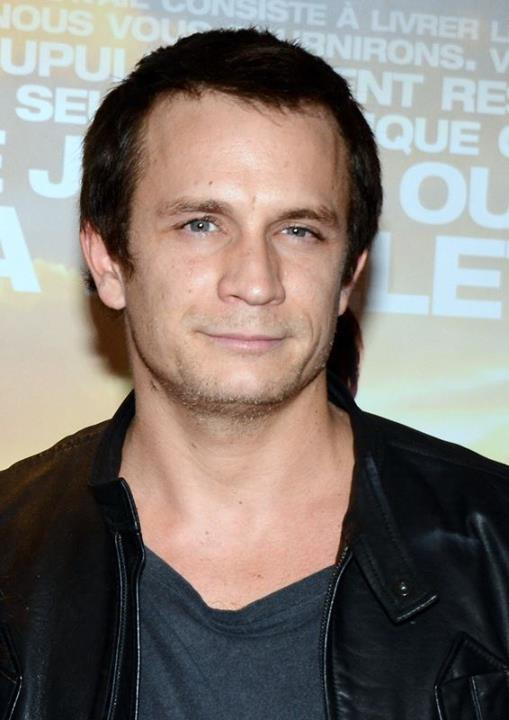
Jérémie Rénier v říjnu 2013 na předpremiéře filmu La Confrérie des larmes

### Ocenění
- 2006
  - Cena Josepha Plateau pro nejlepšího herce za film Dítě
  - Cena Jeana Gabina
- 2012
  - Cena Magritte pro nejlepšího herce ve vedlejší roli za film Profesionální manželka
  - Zlatá labuť na Filmovém festivalu v Cabourgu za film Cloclo
- 2013: Globes de Cristal pro nejlepšího herce za film Cloclo
- 2015: Cena Magritte pro nejlepšího herce ve vedlejší roli za film Saint Laurent

### Nominace
- 2005: César pro nejslibnějšího herce za film Violence des échanges en milieu tempéré
- 2013
  - Prix Lumières pro nejlepšího herce za film Cloclo
  - Cena Magritte pro nejlepšího herce za film Cloclo
- César pro nejlepšího herce za film Cloclo
- 2015: César pro nejlepšího herce ve vedlejší roli za film Saint Laurent
- 2016
- Cena Magritte pro nejlepšího herce za film Ni le ciel ni la terre
- Prix Lumières pro nejlepšího herce za film Ni le ciel ni la terre
- 2018: Cena Magritte pro nejlepšího herce za film Dvojitý milenec